# Wang Can
Wang Can (177. – 217.) bio je kineski političar, učenjak i pjesnik s početka doba Tri kraljevstva. Karijeru je započeo u službi gospodara rata Liu Biaoa, nakon čije smrti je njegovog sina Liu Conga nagovorio da se preda Cao Caou. Sam je prešao u Cao Caovu službu te značajno doprinio zakonima i upravnim mjerama kojima se stabilizirala njegova novostvorena Kneževina Wei, preteča države Cao Wei. Wang Can je također zbog svojih književnih dostignuća poznat kao jedan od Sedam učenjaka Jian'ana (建安七子).